# Брашевицька сільська рада
Брашевицька сільська́ ра́да (біл. Брашэвіцкі сельсавет) — адміністративно-територіальна одиниця у складі Дорогичинського району Берестейської області Білорусі. Адміністративний центр — село Брашевичі.

## Склад ради
Населені пункти, що підпорядковувалися сільській раді станом на 2009 рік:
| Населений пункт | Тип  | Населення, осіб (2009) |
| --------------- | ---- | ---------------------- |
| Брашевичі       | село | 847                    |
| Вулька          | село | 29                     |
| Гумнище         | село | 73                     |
| Димськ          | село | 3                      |
| Завелев'я       | село | 336                    |
| Паці            | село | 37                     |
| Суботи          | село | 95                     |
| Цибки           | село | 38                     |

## Населення
За переписом населення Білорусі 2009 року чисельність населення сільської ради становила 1458 осіб.

### Національність
Розподіл населення за рідною національністю за даними перепису 2009 року:
| Національність            | Осіб | Відсоток |
| ------------------------- | ---- | -------- |
| білоруси                  | 1352 | 92,73 %  |
| українці                  | 38   | 2,61 %   |
| цигани                    | 35   | 2,40 %   |
| росіяни                   | 28   | 1,92 %   |
| національність не вказана | 3    | 0,21 %   |
| поляки                    | 1    | 0,07 %   |
| чуваші                    | 1    | 0,07 %   |
| Разом                     | 1458 | 100 %    |